# Iguanodectes geisleri
Iguanodectes geisleri är en fiskart som beskrevs av Géry, 1970. Iguanodectes geisleri ingår i släktet Iguanodectes och familjen Characidae. Inga underarter finns listade i Catalogue of Life.